# Прогормоны
Прогормоны — сложные вещества, производимые гормонообразующими клетками в процессе биосинтеза гормонов, являющиеся непосредственными биологическими предшественниками гормонов, сами не обладающие гормональными свойствами или обладающие низкой гормональной активностью и превращающиеся в гормоны либо непосредственно в секреторных клетках, либо в периферических тканях. 
К прогормонам не относят исходные субстраты для биосинтеза гормонов, в частности, предшественники стероидных гормонов (такие, как прегненолон) или тирозин.
К прогормонам, в частности, относят:
- препроинсулин
- проинсулин
- проопиомеланокортин
- липокортин

В некотором смысле прогормонами являются также тироксин, конвертируемый непосредственно в тканях в более активный трийодтиронин, и тестостерон, конвертируемый в дигидротестостерон.